# Бруно Мансер
Бруно Мансер е известен екоактивист от Швейцария.
Голяма част от живота си отдава на екологични дейности за опазването на горите на о-в Борнео, Малайзия. Снима филми за местните жители от племето пенан, населяващо щата Саруак, рисува и пише за номадския им живот в джунглата.
Заради радикалните си действия, през 1990 г. Бруно Мансер е обявен за обществен враг от правителството на Малайзия и е принуден да напусне страната. Завръщайки се в Европа, Мансер създава Фонд за тропическите гори в Базел и се превръща в един от най-активните им защитници. През 1993 г. провежда 60-дневна гладна стачка пред сградата на федералния парламент в Берн с настояване да се въведе мораториум върху вноса на тропическа дървесина.
През 1998 г. Бруно Мансер предлага на малайзийското правителство безвъзмездно съдействие за изграждане на територията, населявана от пенан в Саруак, на биосферен резерват, както самото то е обещало още през 1987 г. Тъй като няма реакция, той демонстративно прави скок с парашут с агне /по случай Рамазана/ над сградата на ООН в Женева, като нов опит да привлече световното внимание към проблемите на Борнео.
През 1999 г. нелегално прониква в Малайзия за следващата си акция – полет с мото-делтапланер над резиденцията на правителството, след което е депортиран. През 2000 г. Бруно Мансер отново прониква нелегално в страната, за да заснеме нов филм за унищожаването на тропическите гори. Оттогава е в неизвестност.